# Bethany (Indiana)
Bethany – miasto w Stanach Zjednoczonych, w stanie Indiana, w hrabstwie Morgan.